# Percy Herbert
Percy Herbert, född 31 juli 1920 i London, död 6 december 1992 i Kent, var en brittisk skådespelare.

## Rollista i urval
- 1957 – Bron över floden Kwai
- 1957 – Vi sitter i sjön
- 1961 – Kanonerna på Navarone
- 1962 – Myteriet på Bounty
- 1963 – Nu tar vi sjörövaren
- 1964 – Becket
- 1966 – Giganternas kamp
- 1967–1968 – Cimarron Strip (TV-serie) (23 avsnitt)
- 1970 – Självmordspatrullen
- 1973 – General Hospital (TV-serie) (3 avsnitt)
- 1978 – De vilda gässen
- 1980 – Havets vargar